# Вайшешика
Вайшешика е една от шестте ортодоксални (астика) школи в индуистката философия, тясно свързана с школата Няя. Тя е известна с една от ранните атомистични концепции, като нейните последователи смятат, че физическият свят може да се сведе до краен брой атоми. Основоположник на школата е живелият през 2 век пр.н.е. Канада.